# Soros Fund Management
Soros Fund Management (SFM) ist eine US-amerikanische Vermögensverwaltungsgesellschaft in Privatbesitz. Derzeit ist sie als Family Office strukturiert, war aber früher ein Hedgefonds. Das Unternehmen wurde 1970 von George Soros gegründet und verwaltet die Vermögenswerte der Familie Soros und der Open Society Foundations. 2024 lag das verwaltete Vermögen (AUM) bei knapp 28 Milliarden US-Dollar. Soros Fund Management zählt zu den erfolgreichsten Anlegern in der Finanzindustrie. Nach der Gründung 1970 lag die jährliche Rendite in den folgenden fünf Jahrzehnten bei knapp 20 Prozent.

## Aktivitäten
Sie fungiert als Hauptberater für die Quantum Group of Funds, eine Familie von privaten Hedgefonds mit Sitz in London, New York, Curaçao und den Cayman Islands. SFM verwaltet die Investitionen der Quantum Group of Funds und investiert dabei in verschiedene Märkte, darunter Aktien, festverzinsliche Wertpapiere, Devisen, Private Equity, Wagniskapital, Alternative Investments und Rohstoffe. Das Unternehmen hält Berichten zufolge bedeutende Investitionen in den Bereichen Transport, Energie, Einzelhandel, Finanzen und anderen Branchen. 
Zu den größten Aktienpositionen von SFM gehörten Anfang 2025 das Verpackungsunternehmen Smurfit Westrock, Alphabet Inc. und AstraZeneca.

## Geschichte
Das Unternehmen wurde 1970 von George Soros und seinem ehemaligen Geschäftspartner Jim Rogers gegründet, welche zuvor gemeinsam bei der Investmentbank Arnhold und S. Bleichroder gearbeitet hatten. 1992 verdiente Soros am Schwarzen Mittwoch 1,8 Milliarden US-Dollar, als er gegen das britische Pfund wettete und D-Mark kaufte. Dieser Handel machte Soros berüchtigt in der Finanzwelt.
Im Jahr 2000 verlor der Quantum Fund seine Position als größter Hedgefonds der Welt, als sein verwaltetes Vermögen innerhalb eines Jahres von 10 Mrd. US-Dollar auf 4 Mrd. US-Dollar sank. Grund dafür war das Platzen der Dotcom-Blase, wodurch zahlreiche Technologieunternehmen stark an Börsenwert verloren. Es kam zu zahlreichen Rücktritten auf der Führungsebene des Fonds und einer Umstrukturierung, hin zu weniger riskanten Investments bei SFM.
Während der Finanzkrise erwarb SFM eine Beteiligung an Lehman Brothers kurz vor deren Konkurs 2008. Im Jahr 2009 schloss sich SFM mit sechs anderen Hedgefonds zusammen, um die IndyMac Bank für 13,9 Milliarden Dollar zu übernehmen und damit die Kontrolle über geschätzte 160 Milliarden Dollar an Bankkrediten, Investitionen und Einlagen zu erlangen. Trotz der Krise von 2008 konnte der Hedgefonds 2011 verkünden, seit 1973 Gewinne in Höhe von 32 Milliarden Dollar erwirtschaftet zu haben, womit SFM zu den profitabelsten Hedgefonds der Branche gehörte.
Im Juli 2011 kündigte SFM seine Umwandlung von einem Hedgefonds in ein Family Office an, welches sich auf die Verwaltung der Vermögenswerte der Familie Soros konzentriert. Dies erfolgte auch als Reaktion auf den Dodd-Frank-Act der Obama-Regierung, der regulatorische Anforderungen und Transparenzgesetze für Hedgefonds verschärfte. Infolgedessen wurde eine Milliarde US-Dollar an Fremdkapital an Investoren zurückgegeben und der Chief Investment Officer des Unternehmens, Keith Anderson, Mitbegründer von BlackRock, verließ das Unternehmen.
Im September 2016 investierte Quantum Strategic Partners, ein privater Investmentfonds, der mit Soros Fund Management verbunden ist, knapp 305 Millionen Dollar in SolarCity, einen Hersteller von Solarmodulen. Der Zufluss ermöglichte es Elon Musk, dem Vorsitzenden von Tesla Motors und SolarCity, SolarCity zu kaufen und mit Tesla zu fusionieren.
Während der US-Präsidentschaftswahlen 2016 spendete Soros Fund Management über Super PACs mehr als 10 Millionen Dollar für den Präsidentschaftswahlkampf von Hillary Clinton.
Robert Soros, einer der Söhne von George Soros, zog sich 2017 als Präsident und Vizevorsitz von SFM zurück, um sich auf eigene Unternehmungen zu konzentrieren. David Milich übernahm die meisten seiner Aufgaben.
Im Januar 2020 kündigte George Soros auf dem Weltwirtschaftsforum an, dass er eine Milliarde Dollar für die Gründung einer internationalen Universität, dem Open Society University Network, für Forschung und Bildung zum Klimawandel und zum Umgang mit autoritären Regierungen bereitstellen werde.
Im November 2020 gab Soros Fund Management bekannt, dass es 1 % der Aktien der Klasse A von Palantir Technologies hält, und kündigte an, dass es damit begonnen habe, die Aktien zu verkaufen, weil es mit den Geschäftspraktiken von Palantir nicht einverstanden sei. In einer Erklärung gegenüber CNBC sagte das Unternehmen: „SFM hat diese Investition zu einer Zeit getätigt, als die negativen sozialen Folgen von Big Data noch nicht so bekannt waren. SFM würde heute keine Investition in Palantir tätigen.“
Im November 2024 schloss Soros Fund Management sein Büro in Hongkong. George Soros hatte sich zuvor wiederholt negativ über die Perspektive der chinesischen Wirtschaft geäußert.